# Super Band
Super Band (hangul: 슈퍼밴드), es un reality show surcoreano transmitido desde el 12 de abril del 2019 hasta ahora a través de JTBC.

## Contenido
El programa es un "proyecto que busca descubrir músicos ocultos", que tiene como objetivo crear una súper banda global con música real de diferentes géneros. Varios concursantes que incluyen: pianistas, bateristas y guitarristas, participaron en las audiciones desde noviembre del año anterior.
Los concursantes serán unidos en grupos para hacer crear sus propias bandas y competir, lo que les permita avanzar a la siguiente ronda. 
La banda ganadora recibirá un premio de 100 millones de won y la oportunidad de tener una gira de conciertos.

## Miembros

### Jueces
| Año            | Ocupación                                             | N.º de episodios | Notas           |
| -------------- | ----------------------------------------------------- | ---------------- | --------------- |
| Yoon Jong-shin | Cantautor                                             | -                | 2019 - presente |
| Joe Hahn       | Director de Videos Musicales / Miembro de Linkin Park | -                | 2019 - presente |
| Yoon Sang      | Compositor / Cantante                                 | -                | 2019 - presente |
| Lee Soo-hyun   | Cantante / Miembro de Akdong Musician                 | -                | 2019 - presente |
| Kim Jong-wan   | Cantante / Miembro de Nell                            | -                | 2019 - presente |

### Concursantes
| Año          | Instrumento | N.º de episodios | Notas |
| ------------ | ----------- | ---------------- | ----- |
| Kim Woo-sung | Guitarra    | -                | 2019- |
| Lee Chan-sol | -           | -                | 2019- |
| Jae-hyeong   | -           | -                | 2019- |
| Kim Jong-wan | -           | -                | 2019- |
| Chi-heon     | Batería     | -                | 2019  |

## Episodios
La serie emite sus episodios todos los viernes a las 9:00 por JTBC.

## Producción
El programa es producido por los productores de los programas "Hidden Singer" y "Phantom Singer". El programa ganó la atención debido a los populares jueces.
La rueda de prensa del programa fue realizada en abril de 2019 en la sede de JTBC al Oeste de Seúl. 

### Emisión en otros países
| País          | Cadena | Fecha de estreno | Notas |
| ------------- | ------ | ---------------- | ----- |
| Corea del Sur | JTBC   | abril de 2019    |       |